# Scottish Premier League 2012/13
Die Scottish Premier League 2012/13 war die 15. Spielzeit der höchsten schottischen Fußball-Spielklasse der Herren seit deren Gründung im Jahr 1998. Es war zudem die 116. Austragung der höchsten Fußball-Spielklasse innerhalb der Scottish Football League, in welcher der Schottische Meister ermittelt wurde. Offiziell trägt die Liga den Namen Clydesdale Bank Scottish Premier League und wurde vom Schottischen Fußballverband ausgetragen. Die Saison begann am 4. August 2012 und endete im Mai 2013. Aufgrund der Olympischen Sommerspiele in London, bei denen die Wettbewerbe im Fußball auch im schottischen Hampden Park ausgetragen wurden, begann die Spielzeit später als die im Vorjahr.
Als Aufsteiger aus der Scottish First Division kamen Ross County und der FC Dundee in die SPL. Als Titelverteidiger startet Celtic Glasgow in die Saison. Die Glasgow Rangers wurden nach Antrag auf Insolvenz im Juli 2012 für die Spielzeit 2012/13 aus der Premier League ausgeschlossen, und in die Scottish Third Division zwangsversetzt.
Durch einen 4:1-Sieg gegen Inverness Caledonian Thistle am ersten Spieltag der Finalrunde sicherte sich Celtic Glasgow frühzeitig seinen insgesamt 44. schottischen Meistertitel.

## Vereine
| Verein              | Stadt      | Stadion               | Kapazität |
| ------------------- | ---------- | --------------------- | --------- |
| Celtic Glasgow      | Glasgow    | Celtic Park           | 60.832    |
| Dundee United       | Dundee     | Tannadice Park        | 14.223    |
| FC Aberdeen         | Aberdeen   | Pittodrie Stadium     | 22.199    |
| FC Dundee           | Dundee     | Dens Park             | 12.085    |
| FC Kilmarnock       | Kilmarnock | Rugby Park            | 18.128    |
| FC Motherwell       | Motherwell | Fir Park              | 13.742    |
| FC St. Johnstone    | Perth      | McDiarmid Park        | 10.600    |
| FC St. Mirren       | Paisley    | St. Mirren Park       | 08.023    |
| Heart of Midlothian | Edinburgh  | Tynecastle Stadium    | 18.008    |
| Hibernian Edinburgh | Edinburgh  | Easter Road           | 20.250    |
| Inverness CT        | Inverness  | Caledonian Stadium    | 07.750    |
| Ross County         | Dingwall   | Global Energy Stadium | 06.000    |

## 1. Runde

### Tabelle
| Pl. | Verein                  | Sp. | S  | U  | N  | Tore    | Diff. | Punkte |
| --- | ----------------------- | --- | -- | -- | -- | ------- | ----- | ------ |
| 1.  | Celtic Glasgow (M)      | 33  | 21 | 6  | 6  | 078:300 | +48   | 69     |
| 2.  | FC Motherwell           | 33  | 15 | 9  | 9  | 056:430 | +13   | 54     |
| 3.  | Inverness CT            | 33  | 12 | 15 | 6  | 058:490 | +9    | 51     |
| 4.  | FC St. Johnstone        | 33  | 11 | 13 | 9  | 039:380 | +1    | 46     |
| 5.  | Ross County (N)         | 33  | 11 | 12 | 10 | 042:430 | −1    | 45     |
| 6.  | Dundee United           | 33  | 10 | 14 | 9  | 048:520 | −4    | 44     |
| 7.  | FC Kilmarnock (L)       | 33  | 10 | 12 | 11 | 047:430 | +4    | 42     |
| 8.  | FC Aberdeen             | 33  | 10 | 11 | 12 | 038:410 | −3    | 41     |
| 9.  | Hibernian Edinburgh     | 33  | 10 | 10 | 13 | 040:470 | −7    | 40     |
| 10. | Heart of Midlothian (P) | 33  | 9  | 10 | 14 | 034:450 | −11   | 37     |
| 11. | FC St. Mirren           | 33  | 8  | 12 | 13 | 040:510 | −11   | 36     |
| 12. | FC Dundee (N)           | 33  | 5  | 8  | 20 | 022:600 | −38   | 23     |

Platzierungskriterien: 1. Punkte – 2. Tordifferenz – 3. geschossene Tore

| Saison 2012/13 |

| Zum Saisonende 2011/12 |                                   |
| (M)                    | Meister des Vorjahres             |
| (P)                    | Pokalsieger des Vorjahres         |
| (L)                    | Ligapokalsieger des Vorjahres     |
| (N)                    | Aufsteiger aus der First Division |

## 2. Runde

### Meisterschafts-Play-offs
| Pl. | Verein                       | Sp. | S  | U  | N  | Tore    | Diff. | Punkte |
| --- | ---------------------------- | --- | -- | -- | -- | ------- | ----- | ------ |
| 1.  | Celtic Glasgow (M)           | 38  | 24 | 7  | 7  | 092:350 | +57   | 79     |
| 2.  | FC Motherwell                | 38  | 18 | 9  | 11 | 067:510 | +16   | 63     |
| 3.  | FC St. Johnstone             | 38  | 14 | 14 | 10 | 045:440 | +1    | 56     |
| 4.  | Inverness Caledonian Thistle | 38  | 13 | 15 | 10 | 064:600 | +4    | 54     |
| 5.  | Ross County (N)              | 38  | 13 | 14 | 11 | 047:480 | −1    | 53     |
| 6.  | Dundee United                | 38  | 11 | 14 | 13 | 051:620 | −11   | 47     |

| Saison 2012/13 |

| Zum Saisonende 2011/12 |                                   |
| (M)                    | Meister des Vorjahres             |
| (N)                    | Aufsteiger aus der First Division |

### Abstiegs-Play-offs
| Pl. | Verein                  | Sp. | S  | U  | N  | Tore    | Diff. | Punkte |
| --- | ----------------------- | --- | -- | -- | -- | ------- | ----- | ------ |
| 7.  | Hibernian Edinburgh     | 38  | 13 | 12 | 13 | 049:520 | −3    | 51     |
| 8.  | FC Aberdeen             | 38  | 11 | 15 | 12 | 041:430 | −2    | 48     |
| 9.  | FC Kilmarnock (L)       | 38  | 11 | 12 | 15 | 052:530 | −1    | 45     |
| 10. | Heart of Midlothian (P) | 38  | 11 | 11 | 16 | 040:490 | −9    | 44     |
| 11. | FC St. Mirren           | 38  | 9  | 14 | 15 | 047:600 | −13   | 41     |
| 12. | FC Dundee (N)           | 38  | 7  | 9  | 22 | 028:660 | −38   | 30     |

| Saison 2012/13 |

| Zum Saisonende 2011/12 |                                   |
| (P)                    | Pokalsieger des Vorjahres         |
| (L)                    | Ligapokalsieger des Vorjahres     |
| (N)                    | Aufsteiger aus der First Division |

## Statistiken

### Torschützenliste

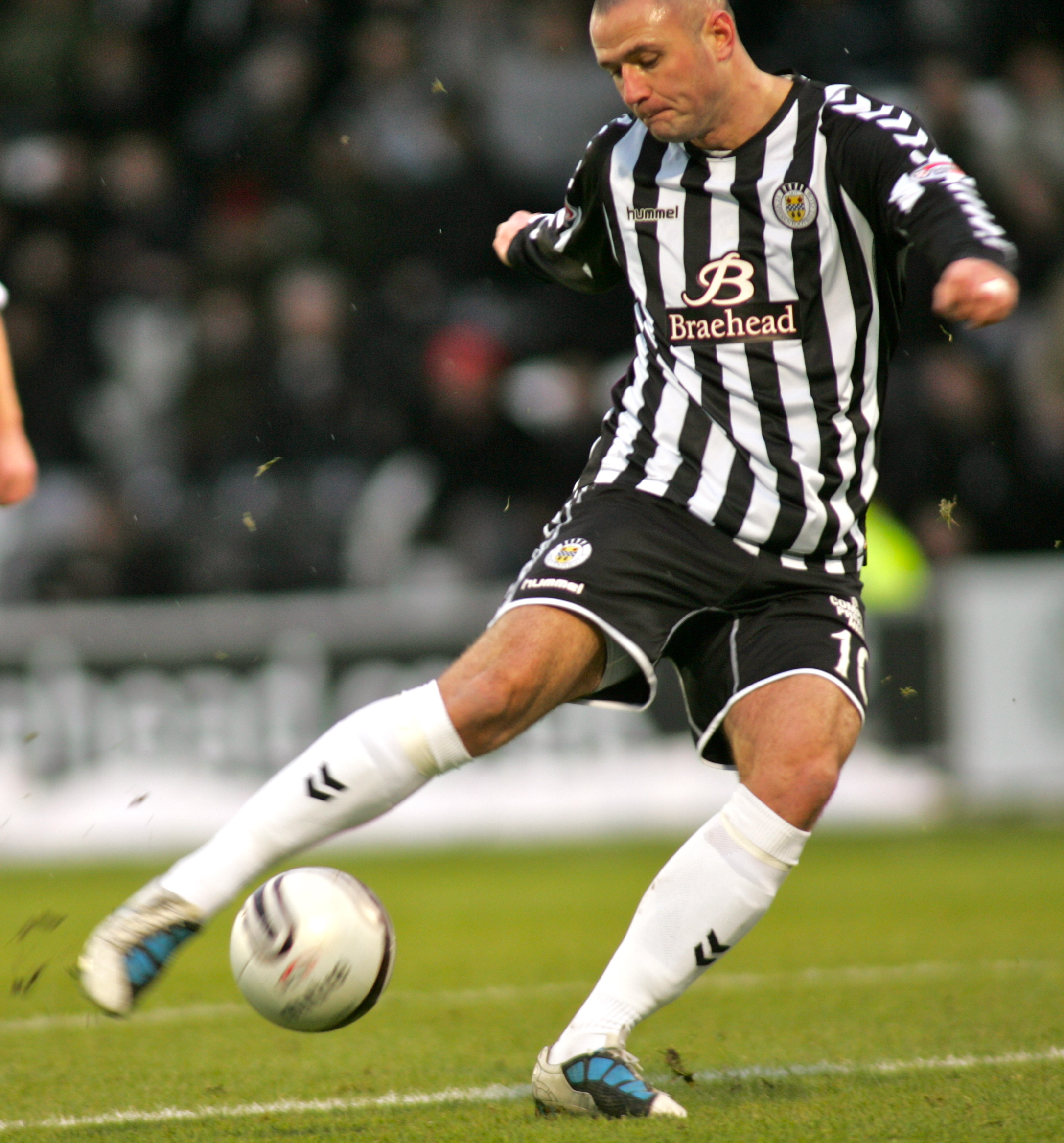
Michael Higdon (FC Motherwell) wurde mit 26 Treffern Torschützenkönig

| Pl.      | Name            | Team                | Tore |
| -------- | --------------- | ------------------- | ---- |
| 01.      | Michael Higdon  | FC Motherwell       | 26   |
| 02.      | Leigh Griffiths | Hibernian Edinburgh | 23   |
| 02.      | Billy McKay     | Inverness CT        | 23   |
| 04.      | Niall McGinn    | FC Aberdeen         | 20   |
| 05.      | Gary Hooper     | Celtic Glasgow      | 19   |
| 06.      | Johnny Russell  | Dundee United       | 13   |
| 06.      | Steven Thompson | FC St. Mirren       | 13   |
| 08.      | Andrew Shinnie  | Inverness CT        | 12   |
| 09.      | Kris Commons    | Celtic Glasgow      | 11   |
| 09.      | Paul Heffernan  | FC Kilmarnock       | 11   |
| Endstand |                 |                     |      |

### Meiste Torvorlagen (Assists)

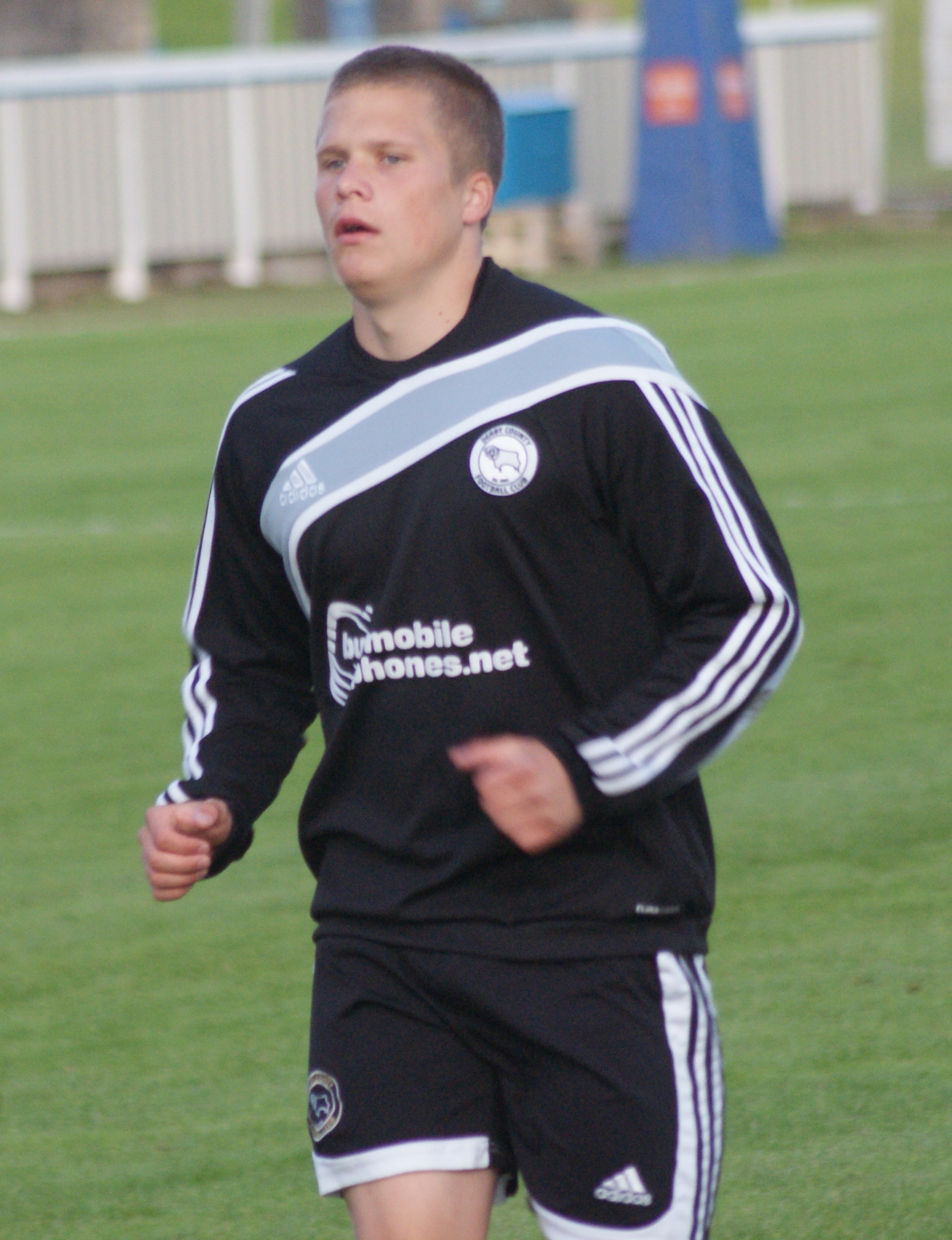
Henrik Ojamaa (FC Motherwell) gab die meisten Assists

| Pl.      | Name             | Team           | Assists |
| -------- | ---------------- | -------------- | ------- |
| 01.      | Henrik Ojamaa    | FC Motherwell  | 16      |
| 02.      | Aaron Doran      | Inverness CT   | 12      |
| 03.      | Kris Commons     | Celtic Glasgow | 11      |
| 04.      | Jonny Hayes      | FC Aberdeen    | 09      |
| 04.      | Iain Vigurs      | Ross County    | 09      |
| 06.      | Chris Humphrey   | FC Motherwell  | 08      |
| 06.      | Adam Matthews    | Celtic Glasgow | 08      |
| 06.      | Gary Teale       | FC St. Mirren  | 08      |
| 09.      | Gary Hooper      | Celtic Glasgow | 07      |
| 09.      | Emilio Izaguirre | Celtic Glasgow | 07      |
| 09.      | Nicky Law        | FC Motherwell  | 07      |
| 09.      | Andrew Shinnie   | Inverness CT   | 07      |
| Endstand |                  |                |         |

### Torhüter ohne Gegentor

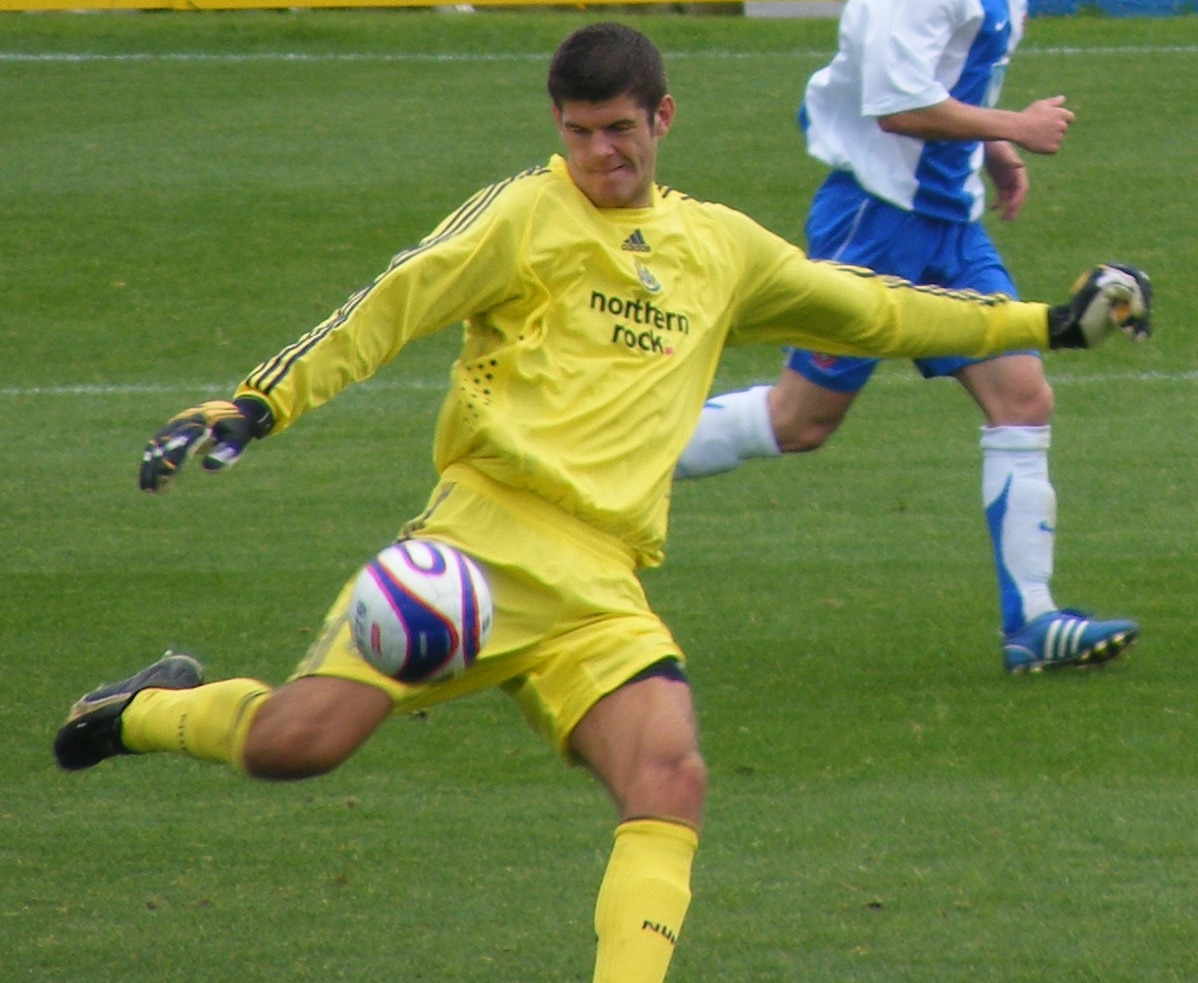
Fraser Forster (Celtic Glasgow) kassierte die wenigsten Gegentore

| Pl.      | Name               | Team                | Spiele ohne Gegentor |
| -------- | ------------------ | ------------------- | -------------------- |
| 1.       | Fraser Forster     | Celtic Glasgow      | 15                   |
| 2.       | Jamie Langfield    | FC Aberdeen         | 13                   |
| 2.       | Jamie MacDonald    | Heart of Midlothian | 13                   |
| 4.       | Radoslaw Cierzniak | Dundee United       | 11                   |
| 4.       | Ben Williams       | Hibernian Edinburgh | 11                   |
| 6.       | Alan Mannus        | FC St. Johnstone    | 09                   |
| 7.       | Cammy Bell         | FC Kilmarnock       | 08                   |
| 7.       | Craig Samson       | FC St. Mirren       | 08                   |
| 9.       | Mark Brown         | Ross County         | 07                   |
| 9.       | Michael Fraser     | Ross County         | 07                   |
| Endstand |                    |                     |                      |

## Die Meistermannschaft von Celtic Glasgow
(Berücksichtigt wurden Spieler mit mindestens vier Einsätzen; in Klammern sind die Einsätze und Tore angegeben)
| 1. | Celtic Glasgow |
|    | - Tor: Fraser Forster (34/-), Łukasz Załuska (4/-) - Abwehr: Adam Matthews (22/2), Efe Ambrose (27/3), Kelvin Wilson (32/-), Mikael Lustig (23/3), Emilio Izaguirre (32/-), Charlie Mulgrew (30/5), Thomas Rogne (13/-) - Mittelfeld: Scott Brown (17/3), Joe Ledley (25/7), Paddy McCourt (15/-), Biram Kayal (27/-), James Forrest (15/3), Kris Commons (27/11), Tom Rogić (8/-), Dylan McGeouch (11/1), Victor Wanyama (32/6) - Angriff: Miku (11/2), Anthony Stokes (17/6), Georgios Samaras (25/9), Lassad Nouioui (14/-), Tony Watt (20/5), Gary Hooper (32/19), - Trainer: Neil Lennon |

## Auszeichnungen während der Saison
| Monat          | Trainer des Monats             | Spieler des Monats                    | Jungprofi des Monats             |
| -------------- | ------------------------------ | ------------------------------------- | -------------------------------- |
| August 2012    | Derek Adams (Ross County)      | Leigh Griffiths (Hibernian Edinburgh) | Tony Watt (Celtic Glasgow)       |
| September 2012 | Steve Lomas (FC St. Johnstone) | Michael Higdon (FC Motherwell)        | Ryan Fraser (FC Aberdeen)        |
| Oktober 2012   | Craig Brown (FC Aberdeen)      | Niall McGinn (FC Aberdeen)            | Ryan Fraser (FC Aberdeen)        |
| November 2012  | Terry Butcher (Inverness CT)   | Billy McKay (Inverness CT)            | Aaron Doran (Inverness CT)       |
| Dezember 2012  | Neil Lennon (Celtic Glasgow)   | Jamie Murphy (FC Motherwell)          | Joe Shaughnessy (FC Aberdeen)    |
| Januar 2013    | Derek Adams (Ross County)      | Gary Hooper (Celtic Glasgow)          | Adam Matthews (Celtic Glasgow)   |
| Februar 2013   | Derek Adams (Ross County)      | Leigh Griffiths (Hibernian Edinburgh) | Stuart Armstrong (Dundee United) |
| März 2013      | Stuart McCall (FC Motherwell)  | Nicky Law (FC Motherwell)             | Josh Meekings (Inverness CT)     |
| April 2013     | John Brown (FC Dundee)         | Michael Higdon (FC Motherwell)        | Henrik Ojamaa (FC Motherwell)    |